# Asphalt Urban GT
Asphalt Urban GT är ett racingspel utvecklat av Gameloft och utgivet av Ubisoft. Spelet finns tillgängligt till Nintendo DS och Nokias gamla spelmobiltelefon N-Gage. Det finns även en uppföljare till Asphalt Urban GT, Asphalt Urban GT 2 som släpptes till Nintendo DS och Playstation Portable.
1. ↑  läs online, www.mobygames.com .[källa från Wikidata]